# ペラ州
ペラ州（ペラしゅう、Perak, ジャウィ: ڨيرق）は、マレーシアの州の一つである。

## 概要
マレーシア西海岸の北部に位置し、北部はケダ州、タイ（ヤラー県、ナラーティワート県）、南部はセランゴール州、東部はパハン州、クランタン州と接する。
州都イポーは、もともとスズ鉱山で発達した都市のため、人口の約75パーセント以上を中国系が占める。中国系の広東人と客家人が多いため共通語は広東語（広府話）になっている。
スズ生産量が激減する一方で工業化に成功したとされるマレーシアにあって、産業構造の変化によりペラ州の国内での相対的地位は低下し、州のGDPは13州中8番目となっている。

## 隣接州
- ペナン州
- ケダ州（クダ州）
- ヤラー県
- ナラーティワート県
- クランタン州
- パハン州
- セランゴール州

## 州政府の地方行政区分
- バタンパダン郡（Daerah Batang Padang）
- キンタ郡（Daerah Kinta）
- クアラカンサー郡（Daerah Kuala Kangsar）
- ラルッ，マタン・ダン・スラマ郡（Daerah Larut, Matang dan Selama）
- クリアン郡（Daerah Kerian）
- マンジュン郡（Daerah Manjung）
- 下ペラ郡（Daerah Hilir Perak）
- 中ペラ郡（Daerah Perak Tengah）
- フルペラ郡（Daerah Hulu Perak）
- カンパル郡 (Daerah Kampar)
- ムアッリム郡 (Daerah Muallim)
- バガンダツク (Daerah Bagan Datuk)

## 地方自治体
住宅・地方政府省によれば，ペラ州は15の自治体からなる。
- 特別市
  - イポー特別市（Majlis Bandaraya Ipoh）

- 市
  - マンジュン市（Majlis Perbandaran Manjung）
  - クアラカンサー市（Majlis Perbandaran Kuala Kangsar）
  - タイピン市（Majlis Perbandaran Taiping）
  - テロックインタン市（Majlis Perbandaran Teluk Intan）

- 町
  - 南キンタ町（Majlis Daerah Kinta Selatan）
  - グリッ町（Majlis Daerah Gerik）
  - クリアン町（Majlis Daerah Kerian）
  - 西キンタ町（Majlis Daerah Kinta Barat）
  - レンゴン町（Majlis Daerah Lenggong）
  - プンカランフル町（Majlis Daerah Pengkalan Hulu）
  - 中ペラ町（Majlis Daerah Perak Tengah）
  - スラマ町（Majlis Daerah Selama）
  - タンジョンマリム町（Majlis Daerah Tanjong Malim）
  - タパ町（Majlis Daerah Tapah）